# كونستانس صموئيل
كونستانس صموئيل (بالإنجليزية: Constance Wilson-Samuel)‏ (و. 1908 – 1953 م) هي متزلجة فنية كندية، ولدت في تورونتو، شاركت في الألعاب الأولمبية الشتوية 1932، والألعاب الأولمبية الشتوية 1928، توفيت عن عمر يناهز 45 عاماً.
.

## روابط خارجية
- كونستانس صموئيل على موقع أوليمبيديا (الإنجليزية)